# Жулиета (спътник)
Вижте пояснителната страница за други значения на Жулиета.
Жулиета е естествен спътник на Уран, носещ името на героинята Жулиета от пиесата на Шекспир Ромео и Жулиета. Почти нищо друго освен размерите и орбитата на спътника не е известно за него.
Открит е на снимки заснети от апарата Вояджър 2 на 1 март 1986 г., като му е дадено предварителното означение S/1986 U 2. Като алтернатива се ползва името Уран 11.
Виж още: астероидът 1285 Жулиета.